# جیمی ولدن
جیمی ولدِن (انگلیسی: Jimmy Weldon؛ زادهٔ ۲۳ سپتامبر ۱۹۲۳) بازیگر اهل ایالات متحده آمریکا است. وی بین سال‌های ۱۹۴۶ تا ۲۰۱۵ میلادی فعالیت می‌کرد.

## گزیده فیلمشناسی
از فیلم‌ها یا برنامه‌های تلویزیونی که وی در آن نقش داشته‌است می‌توان به آثار زیر اشاره کرد.
- آلفرد هیچکاک تقدیم می‌کند (۱۹۵۵)
- ماجراهای یوگی خرسه (۱۹۶۱–۱۹۶۲)
- خانواده والتون (۱۹۷۵)
- دالاس (۱۹۷۹)
- کارآگاه راکفورد (۱۹۷۹)
- شیطون‌های کوچولو (۱۹۸۳-۱۹۸۲)